# Onekama
Onekama es una villa ubicada en el condado de Manistee, Míchigan, Estados Unidos. Tiene una población estimada, a mediados de 2021, de 404 habitantes.

## Geografía
La localidad está ubicada en las coordenadas 44°21′56″N 86°12′8″O / 44.36556, -86.20222. Según la Oficina del Censo de los Estados Unidos, tiene una superficie total de 1.52 km², correspondientes en su totalidad a tierra firme.

## Demografía
Según el censo de 2020, en ese momento había 399 personas residiendo en Onekama. La densidad de población era de 262.50 hab./km². El 94.24% de los habitantes eran blancos, el 0.75% eran amerindios, el 0.50% eran asiáticos, el 1.00% eran de otras razas y el 3.51% eran de una mezcla de razas. Del total de la población, el 1.75% eran hispanos o latinos de cualquier raza.